# Gergő Lovrencsics
Gergő Lovrencsics (wym. [ˈgɛrgøː ˈlovrɛntʃitʃ]; ur. 1 września 1988 w Szolnoku) – węgierski piłkarz występujący na pozycji pomocnika w chorwackim klubie Hajduk Split oraz w reprezentacji Węgier.

## Kariera klubowa
Dorosłą karierę Lovrencsics zaczynał w drugoligowym klubie Budafoki Lombard LC w 2006 roku. W zespole tym zadebiutował 19 sierpnia w zremisowanym meczu przeciwko Baktalórántháza VSE. W sezonie 2006/2007 rozegrał 22 mecze i strzelił 4 gole. Na koniec rozgrywek jego zespół spadł jednak do trzeciej ligi. W lutym 2008 roku przeszedł na zasadzie wolnego transferu do Pécsi MFC. W 2009 roku zagrał w przegranym 1:3 finale pucharu ligi z FC Fehérvár. Zimą 2011 roku przeszedł do Lombard Pápa Termál FC.
20 czerwca 2012 roku został wypożyczony na rok do Lecha Poznań, który zastrzegł sobie prawo pierwokupu. W nowej drużynie zadebiutował w wygranym meczu pierwszej rundy eliminacyjnej do rozgrywek ligi europejskiej z kazachskim Żetysu Tałdykorgan, w którym zdobył gola i asystę. W swoim pierwszym spotkaniu w Ekstraklasie z wicemistrzem kraju - Ruchem Chorzów - strzelił bramkę, a także przy dwóch asystował. W maju 2013 roku Lech skorzystał z opcji pierwokupu i na stałe pozyskał zawodnika, podpisując kontrakt do 30 czerwca 2016 roku. w sezonie 2014/2015 pomógł zdobyć tytuł mistrza kraju dla Lecha Poznań. Po wygaśnięciu kontraktu z Lechem Poznań podpisał nowy kontrakt z węgierskim Ferencvárosi TC.

## Kariera reprezentacyjna
W maju 2013 roku otrzymał powołanie do reprezentacji Węgier. Jego grę obserwował m.in. selekcjoner reprezentacji Sándor Egervári, który był obecny na meczu Ekstraklasy Legia Warszawa – Lech Poznań 18 maja 2013 roku. Zadebiutował on w kadrze 6 czerwca 2013 roku w meczu z Kuwejtem, gdzie na boisko wszedł po przerwie.

## Statystyki ligowe
Stan na 5 grudnia 2015
| Sezon         | Klub                   | Liga        | Mecze | Gole | Asysty |
| ------------- | ---------------------- | ----------- | ----- | ---- | ------ |
| 2006/2007     | Budafoki Lombard LC    | NB II       | 22    | 4    | -      |
| 2007/2008 (j) | Budafoki Lombard LC    | NB III      | 15    | 10   | -      |
| 2007/2008 (w) | Pécsi MFC              | NB II       | 13    | 3    | -      |
| 2008/2009     | Pécsi MFC              | NB II       | 23    | 10   | -      |
| 2009/2010     | Pécsi MFC              | NB II       | 24    | 13   | -      |
| 2010/2011     | Pécsi MFC              | NB II       | 23    | 9    | 10     |
| 2011/2012     | Lombard Pápa Termál FC | NB I        | 30    | 7    | 4      |
| 2012/2013     | Lech Poznań            | Ekstraklasa | 27    | 7    | 4      |
| 2013/2014     | Lech Poznań            | Ekstraklasa | 37    | 9    | 12     |
| 2014/2015     | Lech Poznań            | Ekstraklasa | 25    | 3    | 6      |
| 2015/2016     | Lech Poznań            | Ekstraklasa | 23    | 0    | 4      |
| 2016/2017     | Ferencvárosi TC        | NB I        | 28    | 1    | 3      |
| 2017/2018     | Ferencvárosi TC        | NB I        | 29    | 1    | 9      |
| 2018/2019     | Ferencvárosi TC        | NB I        | 31    | 2    | 7      |